# 明石覚一

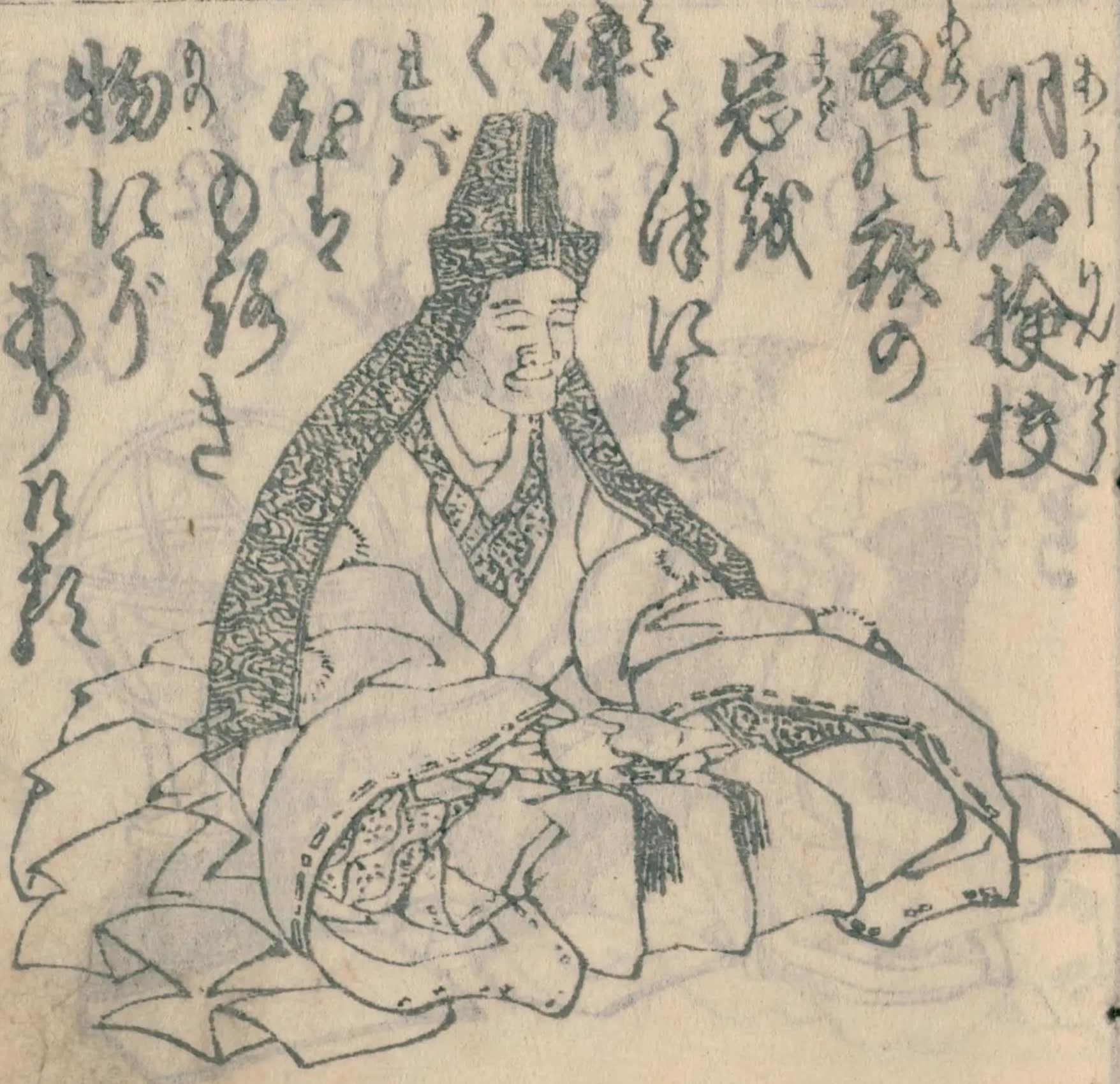
明石検校（『秀雅百人一首』）

明石 覚一（あかし かくいち、正安元年（1299年）頃 - 応安4年 / 建徳2年6月29日（1371年8月10日））は、南北朝時代の平家琵琶（一方流）演奏家である。

## 出自
足利尊氏の従弟で明石を領し、中年まで播磨国（兵庫県）書写山の僧であったが、急に失明し琵琶法師となった。彼は自分の屋敷に当道座を設立して、みずから惣検校となり、明石検校ともよばれた。江戸時代まで続く検校制度を確立した。当道座は現在洛央小学校となっている。一方（いちかた）流の流祖如一の弟子、一方流中興の祖と呼ばれる。天皇・上皇・親王らのための御前演奏をおこなうことが多かった。琵琶以外にも按摩（あんま）・鍼灸（しんきゅう）の達人でもあったと伝えられている。

## 事績
覚一は、当時貴族や武士の間に平曲を弾じて、その至芸ともいうべき演奏は高い評価を受けていた。貞治2年（1363年）にも、覚一が勧進平家を演じた記録が、中原師守の日記である『師守記』の同年正月3日の条に見える。
なお、「五条高倉薬師堂」は、狂言「因幡堂」で知られる京都市下京区の平等寺のことである。
南北朝時代から室町時代にかけて、平曲をさかんにした貢献には大きいものがある。

### 「覚一本」『平家物語』の確立
覚一はまた、のちの『平家物語』のスタンダードともいうべき「覚一本」をまとめた。以前よりその傾向はあったものの、「灌頂巻」が『平家物語』より分立したことは、覚一によって決定的なものとなったということができる。「灌頂巻」とは、壇ノ浦で海に身を投げながら助けられ、出家した建礼門院による念仏三昧の日々や侍女の悲恋話の部分である。こんにちの『平家物語』の伝本百数十本のうち、語り本としての「覚一本」系統の諸本は重大な位置を占めており、そのなかでも高野辰之旧蔵の高野本（現在東京大学国語研究室所蔵）をもとにしたものが最も流布している。筑後国高良大社所蔵の重要文化財『平家物語』も覚一本である。

### 当道座の開設
足利氏出身であったことから幕府からも庇護を受け、中世から近世にかけて存在した男性盲人の自治的互助組織である当道座を開いた。当道座は、盲人の地位向上や生業の安定をはかるものであったが、生業に関して師匠から弟子へ技能を継承する教育機関としての役割も担い、本所は村上源氏に属する久我家であった。
江戸時代になると江戸幕府によって公認され、寺社奉行の管轄下にあった。京都に惣検校が、一時は江戸にも関東惣検校が置かれ、惣検校が差配する役所は「当道職屋敷」と呼ばれた。職屋敷は、東洞院通近くの清聚庵にあり、覚一の屋敷があった場所とされている。現在は小学校になっていて、校門の横に石碑がある。